# Joel Kitenge (Fußballspieler, 2003)
Joel Kitenge (* 11. April 2003 in Wien) ist ein österreichischer Fußballspieler.

## Karriere
Kitenge begann seine Karriere beim DSV Fortuna 05. Im September 2015 wechselte er zum SK Rapid Wien. Zur Saison 2017/18 wechselte er in die Jugend des First Vienna FC. Zur Saison 2020/21 rückte er in den Kader der ersten Mannschaft der Döblinger, für die er im Oktober 2020 in der Wiener Stadtliga debütierte. Bis zum Ende der Spielzeit absolvierte er zwei Partien in der Stadtliga, in denen er ein Tor erzielte. Mit der Vienna stieg er zu Saisonende in die Regionalliga auf. In der dritthöchsten Spielklasse kam er in der Saison 2021/22 aber nur einmal zum Einsatz. Mit dem Team schaffte er zu Saisonende als Meister den Durchmarsch in die 2. Liga.
In der Saison 2022/23 kam Kitenge allerdings ausschließlich für die Amateure der Vienna in der sechsten Liga zum Einsatz, er absolvierte 24 Partien in der Oberliga und traf zwölfmal. Im Juli 2023 gab er dann schließlich sein Debüt in der 2. Liga, als er am ersten Spieltag der Saison 2023/24 gegen Schwarz-Weiß Bregenz in der 85. Minute für Daniel Luxbacher eingewechselt wurde. Insgesamt kam er für die Vienna zu 17 Einsätzen in der 2. Liga.
Im Jänner 2025 wechselte Kitenge leihweise zu Regionalligist Union Mauer. Für Mauer kam er zu zwölf Regionalligaeinsätzen. Zur Saison 2025/26 wurde er innerhalb der Ostliga an den SV Horn weiterverliehen.